# Egernia cunninghami
Espèce
Synonymes
- Tiliqua cunninghami Gray, 1832
- Egernia krefftii Peters, 1871
- Egernia lohmanni Werner, 1917

Egernia cunninghami est une espèce de sauriens de la famille des Scincidae.

## Répartition
Cette espèce est endémique d'Australie. Elle se rencontre au-dessus de 1 000 m d'altitude au Queensland, en Australie-Méridionale, au Victoria et en Nouvelle-Galles du Sud.

## Description

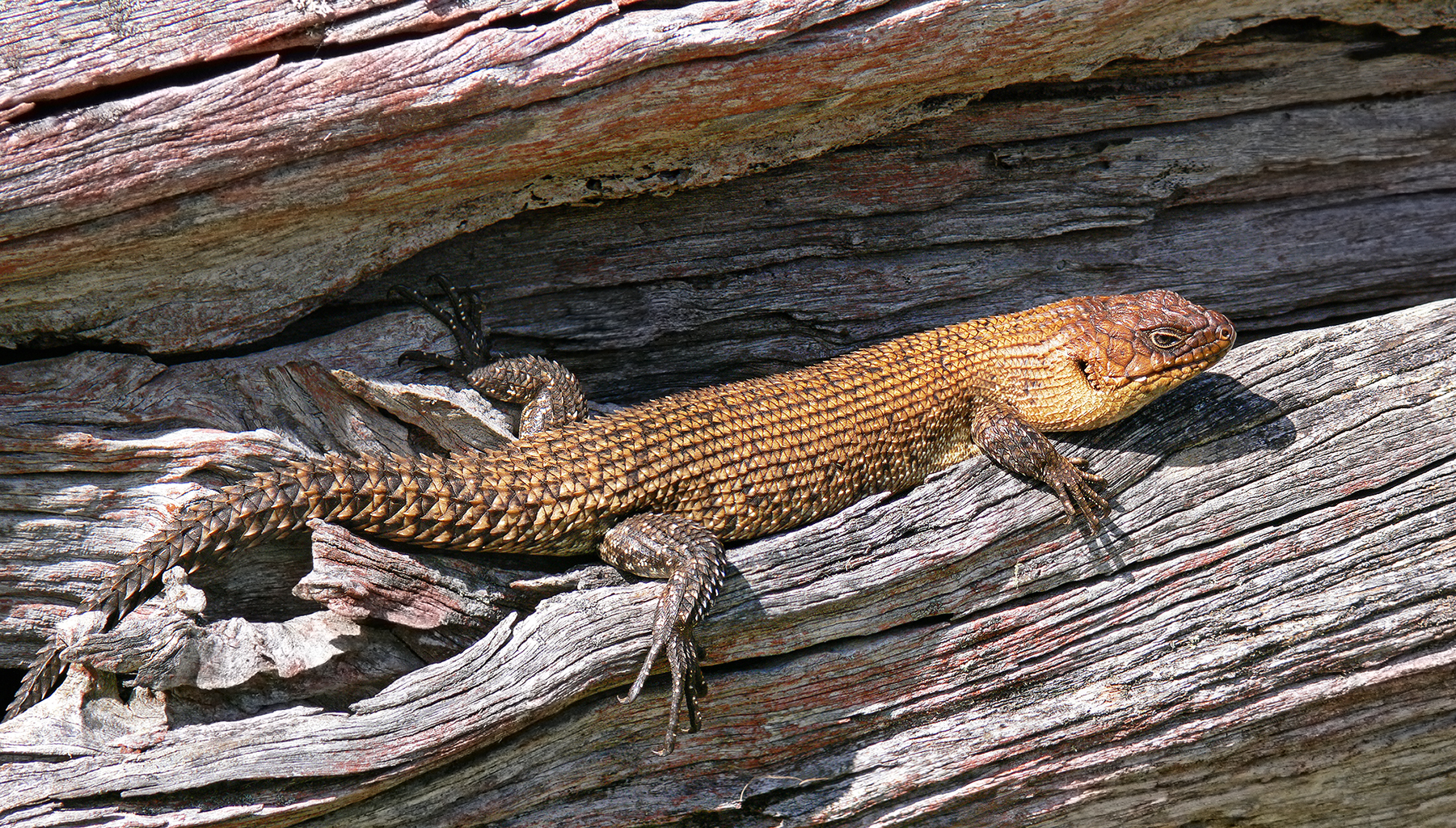

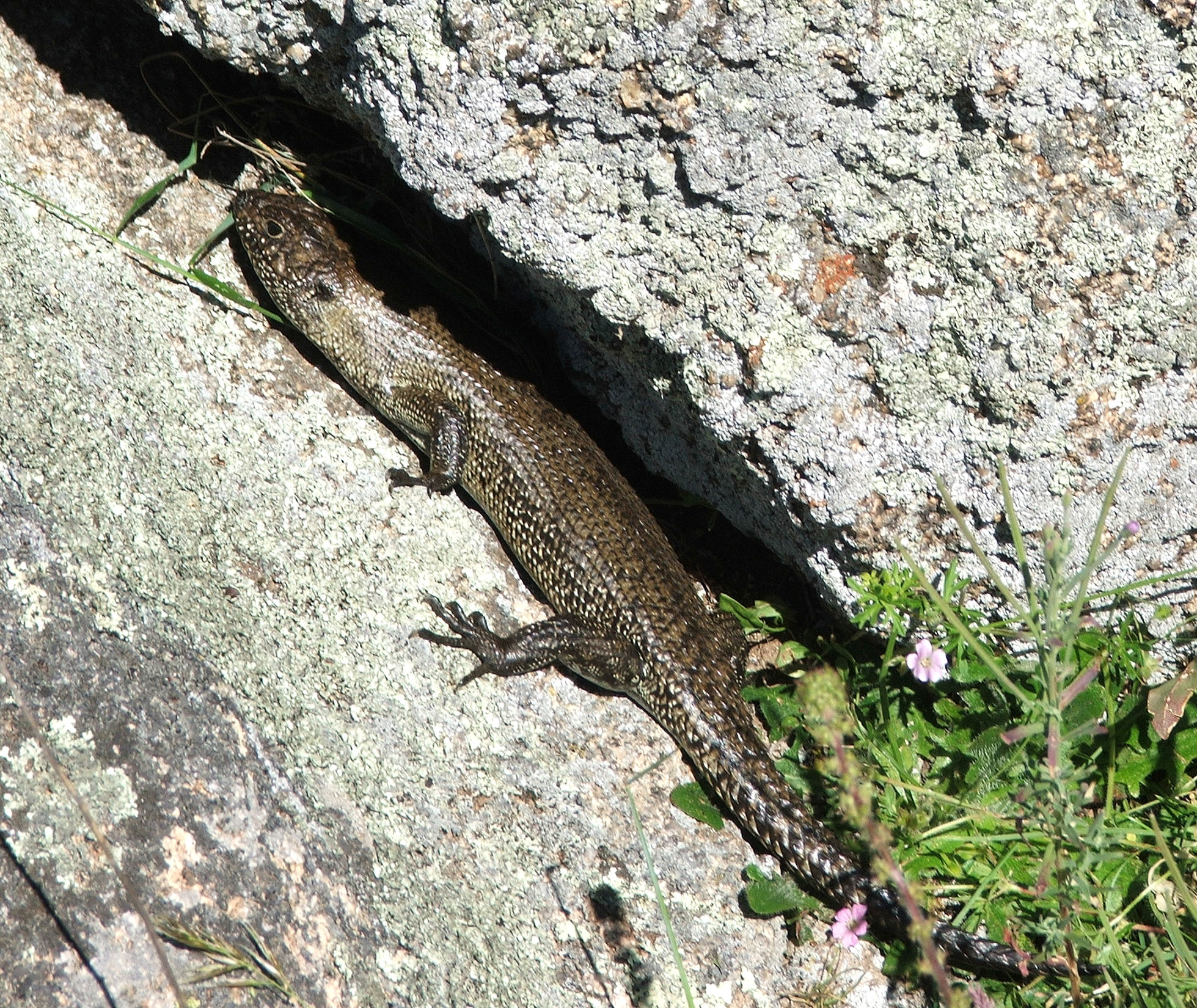

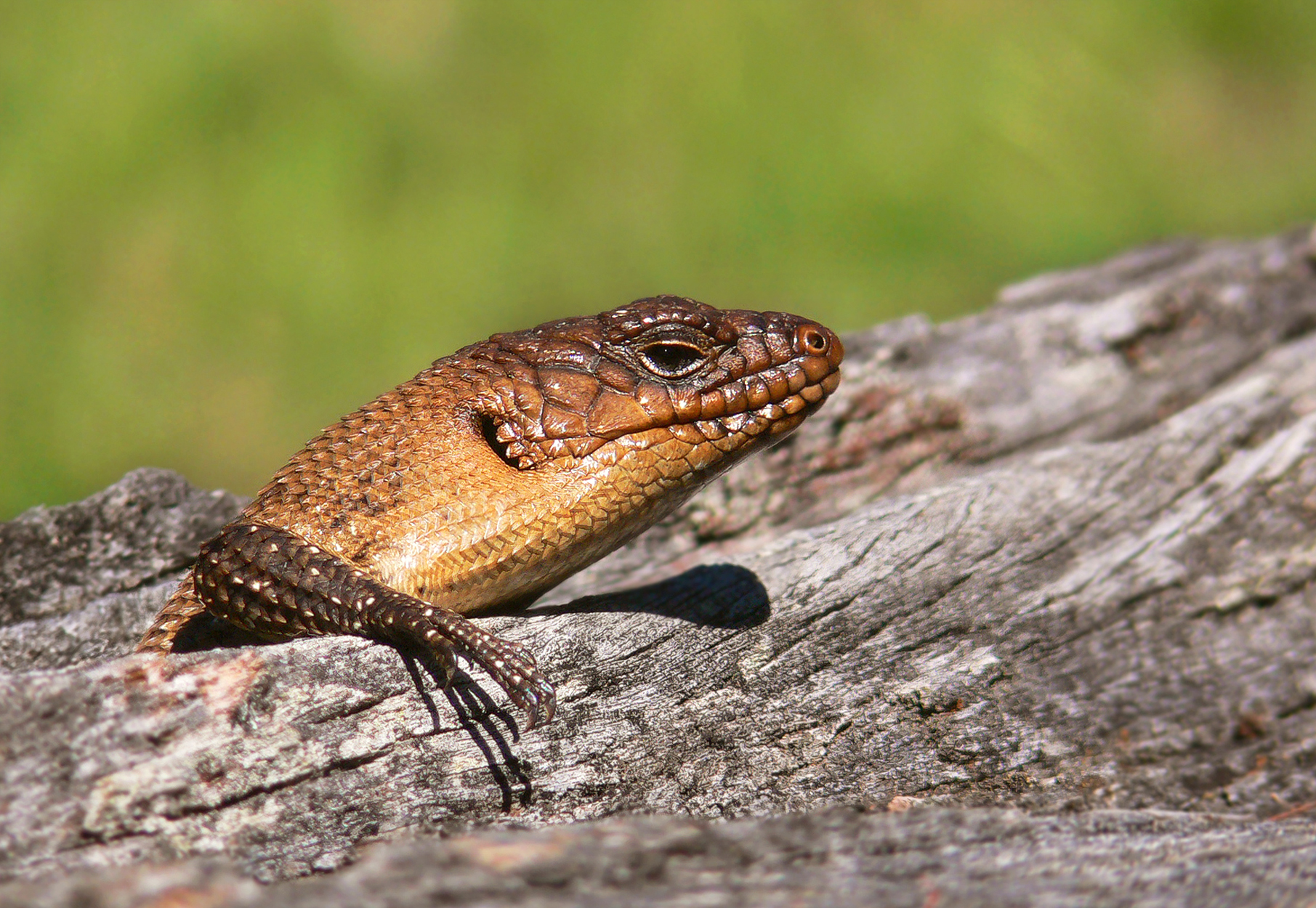

Egernia cunninghami peut atteindre jusqu'à 30 cm de longueur et peut être confondu avec des lézards à langue bleue. Il a une excroissance acérée caractéristique sur chaque écaille, ce qui lui donne un aspect légèrement épineux. Il aime vivre sur les affleurements rocheux dans les forêts et est omnivore diurne. Il y a actuellement des recherches en cours sur la population isolée qui habite le sud de la chaîne du Mont-Lofty en Australie-Méridionale. Cette population est considérée comme vulnérable en raison de la fragmentation des « colonies ». Il existe des preuves qu'au moins une de ces colonies a totalement disparu. Il est plus abondant dans les habitats appropriés du long de la côte sud-est des collines.
Comme certaines autres espèces de reptiles, il est vivipare. Il donne naissance à six jeunes ou plus sur une litière.

## Étymologie
Cette espèce est nommée en l'honneur d'Allan Cunningham.

## Publication originale
- Gray, 1832 : Three new animals brought from New Holland by Mr Cunningham. Proceedings of the Committee of Science and Correspondence of the Zoological Society of London, vol. 1832, p. 39-40 (texte intégral).